# Meister der Wiener Genesis

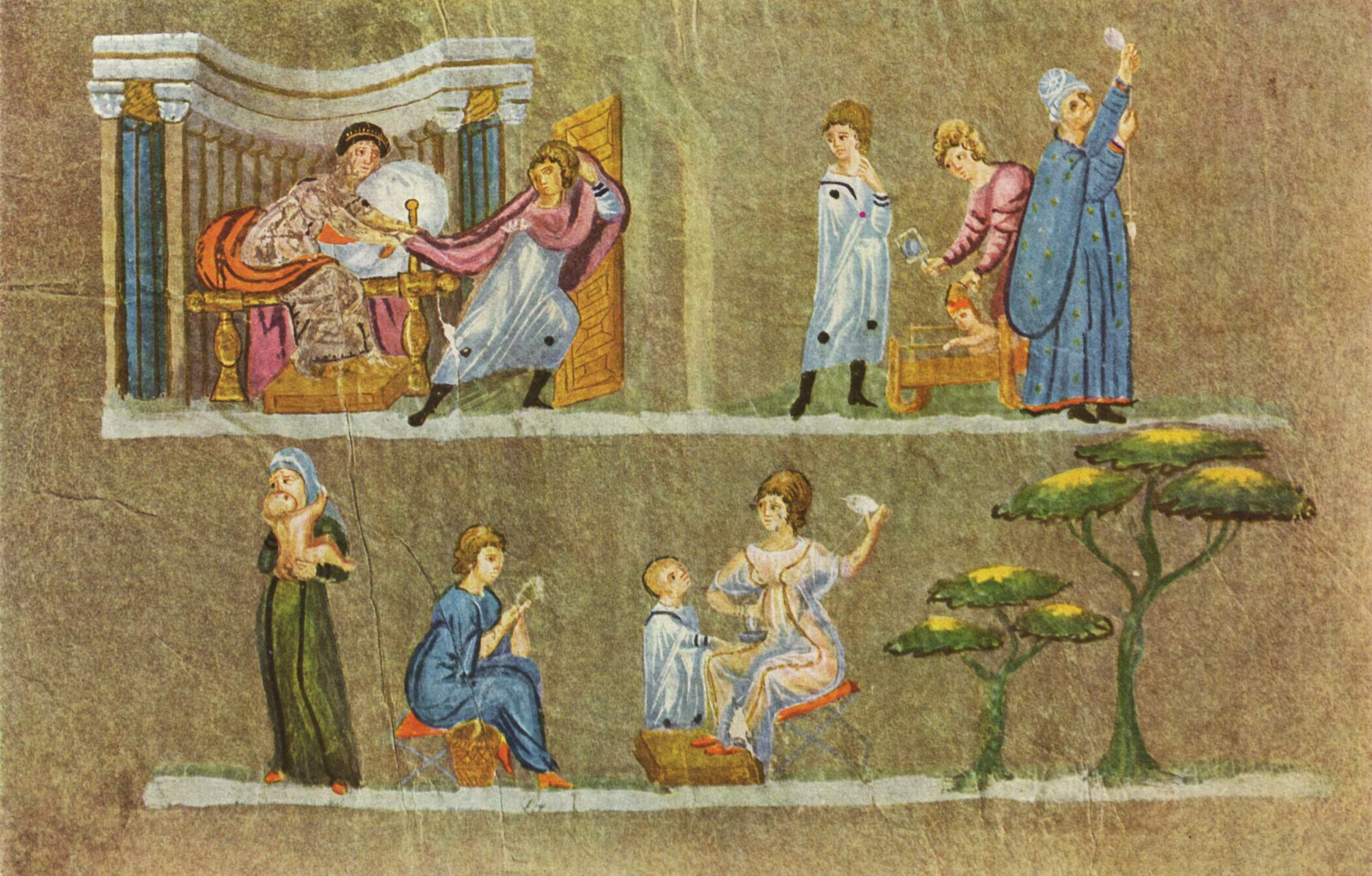
Meister der Wiener Genesis: Wiener Genesis, Szene: Joseph und die Frau des Potiphar. Ende 6. Jh., Österreichische Nationalbibliothek

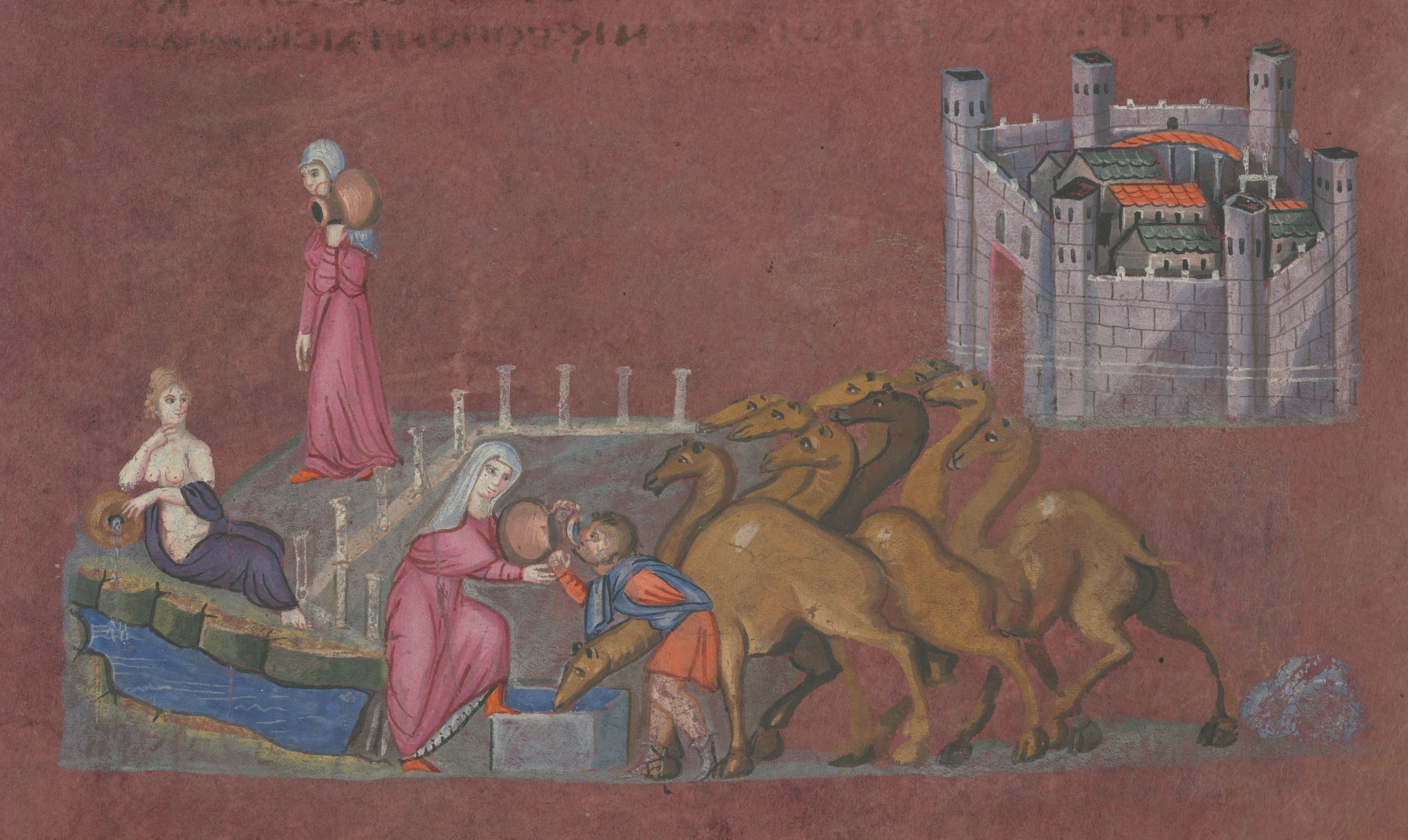
Meister der Wiener Genesis: Wiener Genesis, Szene: Rebekka und Eliezar. Ende 6. Jh., Österreichische Nationalbibliothek

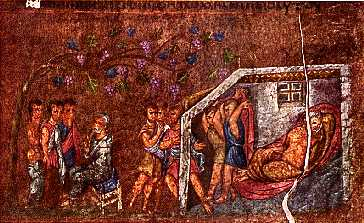
Meister der Wiener Genesis: Wiener Genesis, Szene: Noah. Ende 6. Jh., Österreichische Nationalbibliothek

Als Meister der Wiener Genesis werden die Buchmaler bezeichnet, die in der ersten Hälfte des 6. Jahrhunderts das heute Wiener Genesis genannte Manuskript ausgemalt haben. 48 Illuminationen zur Illustration des Buches Genesis sind erhalten geblieben (Wien, Österreichische Nationalbibliothek, cod. theol. gr. 31). 

## Entstehung
Die auf Pergament gemalten Bilder der Meister der Wiener Genesis sind um 540 nach Christus vermutlich im syrischen Raum vielleicht in Antiochien oder aber in Byzanz entstanden. Das Manuskript und seine Bilder gehören zur Gruppe der sogenannten Purpurhandschriften der Spätantike. Sie gelten als ein Hauptwerk der byzantinischen Buchmalerei.

## Bibelillustrationen
Das Werk der Meister der Wiener Genesis zeigt, dass sich judaeo-christliche Kunst und Kunsthandwerk schon früh mit Darstellungen biblischer Themen befasst haben. Die Wiener Genesis gehört mit der Cotton-Genesis zu den frühen illustrierten Handschriften von Bibelteilen aus spätantiker Zeit, die belegen, dass Bibeltexte oder zumindest Teile von ihr seit dem 5. Jahrhundert bebildert wurden.

## Anzahl der Maler
Es ist umstritten, wie viele Maler die Bilder zur Wiener Genesis erstellt haben, wobei zwischen elf und sechs Maler durch unterschiedliche Arbeitsweisen und Farbwahl zu erkennen sein sollen.